# Daniel Herz (diretor)
Daniel Herz (Rio de Janeiro, 8 de outubro de 1963) é um ator, diretor, autor, e professor de teatro e cineasta brasileiro.
Em 1992, junto de Susanna Kruger, fundou a Companhia Atores de Laura no Rio de Janeiro.

## Carreira

### Teatro

#### Como Diretor
| Ano  | Título                                           | Notas                                                              |
| ---- | ------------------------------------------------ | ------------------------------------------------------------------ |
| 1992 | "A Entrevista"                                   | Cia. Atores de Laura. Dirigido por Herz e Susanna Kruger.          |
| 1994 | "Cartão de Embarque"                             | Cia. Atores de Laura. Dirigido por Herz e Kruger.                  |
| 1995 | "Romeu e Isolda"                                 | Cia. Atores de Laura. Dirigido por Herz e Kruger.                  |
| 1995 | "Sonhos Shakespeareanos de uma noite de inverno" | Cia. Atores de Laura. Dirigido por Herz e Kruger.                  |
| 1996 | "Decote"                                         | Cia. Atores de Laura. Dirigido por Herz e Kruger.                  |
| 1998 | "A Casa bem assombrada"                          | Cia. Atores de Laura. Dirigido por Herz e Kruger.                  |
| 1998 | "O Julgamento"                                   | Cia. Atores de Laura. Dirigido por Herz e Kruger.                  |
| 2000 | "Auto da India ou Arabutã"                       | Cia. Atores de Laura. Dirigido por Herz e Kruger.                  |
| 2002 | "As artimanhas de Scapino"                       | Cia. Atores de Laura                                               |
| 2003 | “Zastrozzi"                                      | Direção de Herz e Selton Mello                                     |
| 2004 | "O Conto do Inverno"                             | Cia. Atores de Laura                                               |
| 2006 | "Otelo da Mangueira"                             | Adaptação do Otelo de Shakespeare                                  |
| 2006 | "Nós no Tempo"                                   |                                                                    |
| 2007 | "Ensaio de Mulheres"                             | Cia. Atores de Laura                                               |
| 2008 | "Tom e Vinícius, O Musical"                      |                                                                    |
| 2010 | "Barbeiro de Ervilha"                            | Adaptação infantil da opera "O barbeiro de Sevilha" de Rossini     |
| 2011 | "Adultério"                                      | Cia. Atores de Laura                                               |
| 2011 | "O Filho Eterno"                                 | Cia. Atores de Laura                                               |
| 2012 | "Absurdo"                                        | Cia. Atores de Laura                                               |
| 2013 | "A importância de ser perfeito"                  | Adaptação da peça de Oscar Wilde                                   |
| 2013 | "Beatriz"                                        | Cia. Atores de Laura                                               |
| 2014 | "Nadistas & Tudistas"                            |                                                                    |
| 2014 | "As bodas de Fígaro"                             | Adaptação da opera de Mozart                                       |
| 2014 | "O elixir do amor"                               | Adaptação infantil da opera "O elixir do amor" de Donizetti        |
| 2015 | "O Pena Carioca"                                 | Cia. Atores de Laura                                               |
| 2016 | "Acorda pra cuspir"                              | Monólogo de Marcos Vera                                            |
| 2016 | "Valsa Nº 6"                                     | Montagem da peça de Nelson Rodrigues                               |
| 2017 | “Perdoa-me por me traíres”                       | Montagem da peça de Nelson Rodrigues                               |
| 2017 | “Tudo que há flora”                              |                                                                    |
| 2017 | “A vida de Galileu”                              |                                                                    |
| 2017 | "Ubu Rei"                                        | Colaboração da Cia. Atores de Laura com Marco Nanini e Rosi Campos |
| 2019 | "Ódio                                            |                                                                    |
| 2019 | “Cálculo Ilógico”                                |                                                                    |
| 2019 | “Isso que você chama de lugar”                   |                                                                    |
| 2019 | "Fulaninha e Dona Coisa"                         |                                                                    |
| 2020 | "Fronteiras Invisiveis"                          | Peça online da Cia. Atores de Laura durante a pandêmia da Covid-19 |
| 2022 | "Pedro I"                                        |                                                                    |

#### Como Ator
| Ano  | Título                     | Personagem        | Notas |
| ---- | -------------------------- | ----------------- | ----- |
| 1987 | "João e Maria"             | João              |       |
| 1987 | "Nossa Senhora das Flores" | O Nossa Senhora   |       |
| 1988 | "Geração Trianon"          | Senhor Osvaldinho |       |
| 1999 | "A Flauta Mágica"          | Papagueno         |       |

#### Como Autor
| Ano  | Título               | Notas                             |
| ---- | -------------------- | --------------------------------- |
| 1992 | "A Entrevista"       | Escrito por Herz e Bruno Levinson |
| 1994 | "Cartão de Embarque" | Escrito por Herz e Bruno Levinson |
| 1998 | "O Julgamento"       |                                   |
| 2019 | "Ódio"               |                                   |

### Cinema e Televisão
Como Diretor
| Ano  | Título                                | Notas                                                                   |
| ---- | ------------------------------------- | ----------------------------------------------------------------------- |
| 2015 | "Tomara que Caia"                     | Programa de humor da TV Globo.                                          |
| 2021 | "Um Casal Inseparável"                | Preparador de elenco.                                                   |
| 2021 | "A Melhor Versão"                     | Longa-metragem, dirigida por Herz e Luis Felipe Sá.                     |
| 2021 | "A História de Mafalda"               | Vídeo-clipe da dupla de drag queens Sara & Nina. Dirigido por Herz e Sá |
| 2022 | "Porque as Valsas São Breves"         | Curta-Metragem dirigido por Herz e Pedro Murad.                         |
| 2022 | "Só Posso Ser Charles"                | Curta dirigido por Herz e Murad.                                        |
| 2023 | "O Porteiro"                          | Curta dirigido por Herz e Murad.                                        |
| 2023 | "2Meninas"                            | Curta dirigido por Herz, Murad e Luis Felipe Sá.                        |
| 2023 | "Pequena Fábula das Máquinas Tristes" | Curta dirigido por Herz, Murad e Sá.                                    |